# Buyei

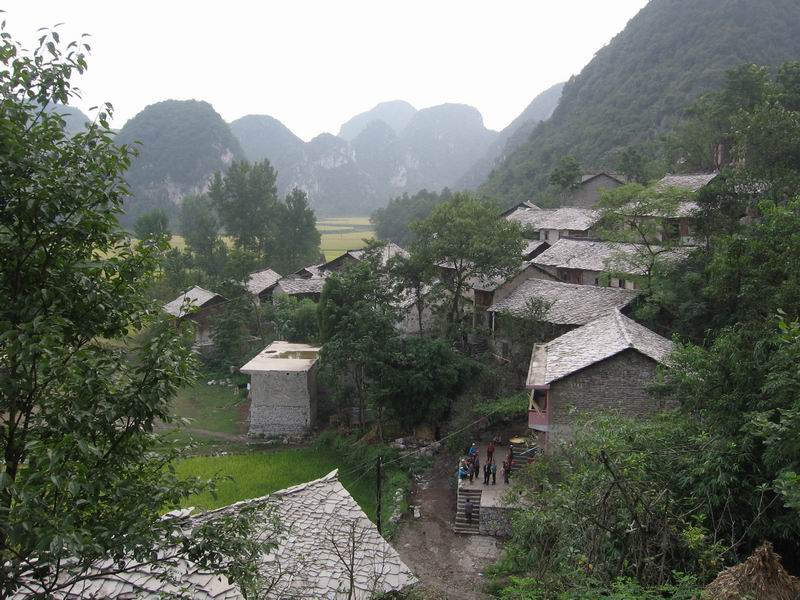
Wioska zamieszkana przez Buyei

Buyei (również Puyi, Bouyei, Puzhong, Burao, Puman i Buyi; rdzenna nazwa: Buxqyaix, [pu ʔjai], chiń. 布依族; pinyin: Bùyīzú) – jedna z mniejszości etnicznych na południu Chin. Jej liczebność sięga 2,5 mln, co sytuuje ją na 11. miejscu wśród chińskich mniejszości. Buyei mieszkają również w Wietnamie.
Buyei zamieszkują subtropikalne lasy na wzgórzach prowincji Kuejczou, Junnan i Syczuan. Posługują się językiem buyei z dajskiej rodziny językowej, blisko spokrewnionym z językiem zhuang. Są animistami. Niektórzy wyznają chrześcijaństwo.